# リチャード・ウォーレイ

ウォーレイの"ジョリー・ロジャー"

ウォーレイの次の旗 黒地に骸骨

リチャード・ウォーレイ (Richard Worley、1718年もしくは1719年没)は、英国の海賊。アメリカ植民地の東海岸で活動していた。

## 海賊行為
ウォーレイは8人の仲間と共に小さなボートでニューヨークを出航したとされる。1718年9月、物資を積んでニューヨークを後にした一味は、デラウェア川まで南下し、ニューキャッスルまで遡ったところで小型船を掠奪した。これは公海上ではなかったため海賊行為には当たらなかった。掠奪された船はフィラデルフィアで海賊一味のことを報告し、植民地政府は討伐のための船を数隻派遣したが、これは無駄足に終わった。
ブラック・ロビンと呼ばれる混血の男のフィラデルフィア籍スループ船を拿捕した一味はこの船に乗り換え、仲間を加えて戦力を増強した。さらに1、2か月後、食糧その他の必需船を満載したハル船長のスループ船を拿捕した。ウォーレイ一味の悪行を知った植民地総督は海賊討伐の布告を出し、サンディフィックに碇泊していた軍艦HMSフェニックス号を追跡に向かわせたが、一味は軍艦が沿岸を捜索している隙に外洋に進出したためこれを逃れた。25人ほどになっていたウォーレイの一味は黒地に髑髏の海賊旗を作り、全員が掟に署名した。
ウォーレイの最期については2つの説がある。キャプテン・チャールズ・ジョンソンが『海賊史』に記述したものと、顛末の目撃者がジョンソンに手紙を送り、それが補遺という形で掲載されたものである。

## ジョンソンの記述
ウォーレイ一味がノースカロライナで傾船修理しているという通報を受けた植民地総督は、2隻のスループ船に70人の乗組員を乗せた討伐隊を派遣した。修理を済ませてジェームズタウンに向かったウォーレイは、そこで追跡してきたスループ船を発見し、海賊旗を掲げて彼らに船首を向けた。ウォーレイは2隻とも掠奪してしまおうと考えていたが、相手がイギリス国旗を掲げたのを見て劣勢であることに気付いた。一味は逃走を図ったが、一斉砲撃ののち斬り込みに遭い、激しい戦いの結果敗北した。ほとんどの者は戦死し、生き残ったウォーレイほか1名も翌日に絞首刑に処された。
ジェームズタウンの人々は3隻の船を町を襲いに来た海賊船と思い込み臨戦態勢に入ったが、3隻が互いに戦い始めたため驚いたという。

## 目撃証言
1718年10月、サウスカロライナのロバート・ジョンソン植民地総督は、ムーディという男が率いる海賊船がチャールストン湾に現れたという通報を受け、討伐隊を編成して派遣することにした。そこで港に碇泊していたメディテレニアン号には砲24門、キング・ウィリアム号には砲30門、リヴェンジ号には砲8門、さらにもう1隻のスループ船に砲6門を積み込み、海賊討伐船とした。船長たちには戦利品を分配してもよいと約束し、総督自身も同行することになった。
彼らが出港する3日ほど前、港の沖に海賊本船と僚船のスループ船が現れ、水先案内を求める信号を送ってきた。彼らは小島で水を補給しようとしていたが、偵察船に阻まれて叶わなかった。討伐隊の準備が整うと、総督自らメディテレニアン号に乗り組み、4隻の船を率いて出港した。近付いてきた海賊船が接舷したところで討伐隊は一斉に大砲を露わにし、一斉射を浴びせた。海賊船がウォーレイのものだと判明し、総督はキング・ウィリアム号と共に沖に向かった海賊本船を追跡し、他の2隻に岸に向かったスループ船を追跡させた。戦闘の結果、2隻の討伐船の砲撃によりスループ船に乗っていたウォーレイは戦死し、総督も本船を投降させることに成功した。
本船はヴァージニア岬でウォーレイに拿捕された囚人護送船だということが判明し、男100人、女30人が乗っていた。男たちの多くは海賊に加わったかどでカロライナにて絞首刑に処された。
総督が討伐隊の準備に関しての情報が漏れないよう細心の注意を払ったにもかかわらず、一部の悪党がこれを海賊に知らせてしまっていた。当初通報されたムーディはこの報せを受けてただちに出港し、代わりにウォーレイがやって来て討伐されてしまったのである。一方のムーディは逃亡した後ミネルヴァ号からワインを奪うなどの海賊行為を働き、最終的にはニュープロビデンス島で王の赦免を受けた。